# Riwal Readynez Cycling Team/Saison 2019
Dieser Artikel listet Erfolge und Fahrer des Radsportteams Riwal Readynez Cycling Team in der Saison 2019 auf.

## Erfolge in der UCI Europe Tour
In den Rennen der Saison 2019 der UCI Europe Tour gelangen die nachstehenden Erfolge.
| Datum         | Rennen                             | Kat. | Sieger                                              |
| ------------- | ---------------------------------- | ---- | --------------------------------------------------- |
| 25. März      | 1. Etappe Tour de Normandie        | 2.2  | Nicolai Brøchner                                    |
| 13. April     | 2. Etappe Circuit des Ardennes     | 2.2  | Alexander Kamp                                      |
| 12.–14. April | Gesamtwertung Circuit des Ardennes | 2.2  | Alexander Kamp                                      |
| 4. Mai        | 3. Etappe Tour de Yorkshire        | 2.HC | Alexander Kamp                                      |
| 11. Mai       | Scandinavian Race in Uppsala       | 1.2  | Rasmus Bøgh Wallin                                  |
| 18. August    | Fyen Rundt                         | 1.2  | Rasmus Christian Quaade                             |
| 15. September | Duo Normand                        | 1.1  | Rasmus Christian Quaade Mathias Norsgaard Jørgensen |

## Erfolge bei den Nationalen Straßen-Radsportmeisterschaften
In den Rennen zu den Nationalen Straßen-Radsportmeisterschaften 2019 gelangen die nachstehenden Erfolge.
| Datum    | Rennen                                    | Sieger         |
| -------- | ----------------------------------------- | -------------- |
| 30. Juni | Schwedische Meisterschaft – Straßenrennen | Lucas Eriksson |

## Mannschaft
| Teamkader 2019          | Teamkader 2019     | Teamkader 2019 | Teamkader 2019                   |
| Name                    | Geburtsdatum       | Land           | Vorheriges Team                  |
| ----------------------- | ------------------ | -------------- | -------------------------------- |
| Nicolai Brøchner        | 4. Juli 1993       | Dänemark       | Holowesko Citadel (2018)         |
| Lucas Eriksson          | 10. April 1996     | Schweden       | Motala AIF CK (2018)             |
| Krister Hagen           | 12. Januar 1989    | Norwegen       | Team Coop (2018)                 |
| Jonas Aaen Jørgensen    | 20. April 1986     | Dänemark       | Saxo-Tinkoff (2013)              |
| Alexander Kamp          | 14. Dezember 1993  | Dänemark       | Waoo (2018)                      |
| Tobias Kongstad         | 14. September 1996 | Dänemark       | Amager Cykle Ring (2015)         |
| Andreas Kron            | 1. Juni 1998       | Dänemark       | Team Pythonpro.com (2016)        |
| Sindre Lunke            | 17. April 1993     | Norwegen       | Fortuneo-Samsic (2018)           |
| Kim Magnusson           | 31. August 1992    | Schweden       | EF Education First-Drapac (2018) |
| Mathias Norsgaard       | 5. Mai 1997        | Dänemark       | Giant-Castelli (2017)            |
| Rasmus Christian Quaade | 7. Januar 1990     | Dänemark       | BHS-Almeborg Bornholm (2018)     |
| Andreas Stokbro         | 8. April 1997      | Dänemark       | Team Pythonpro.com (2015)        |
| Torkil Veyhe            | 9. Januar 1990     | Färöer         | Waoo (2018)                      |
| Emil Vinjebo            | 24. März 1994      | Dänemark       | ColoQuick (2018)                 |
| Troels Vinther          | 24. Februar 1987   | Dänemark       | Cult Energy (2015)               |
| Rasmus Bøgh Wallin      | 2. Januar 1996     | Dänemark       | ColoQuick (2018)                 |
|                         |                    |                |                                  |
| Quelle: ProCyclingStats |                    |                |                                  |